# Олений мост (Павловский парк)

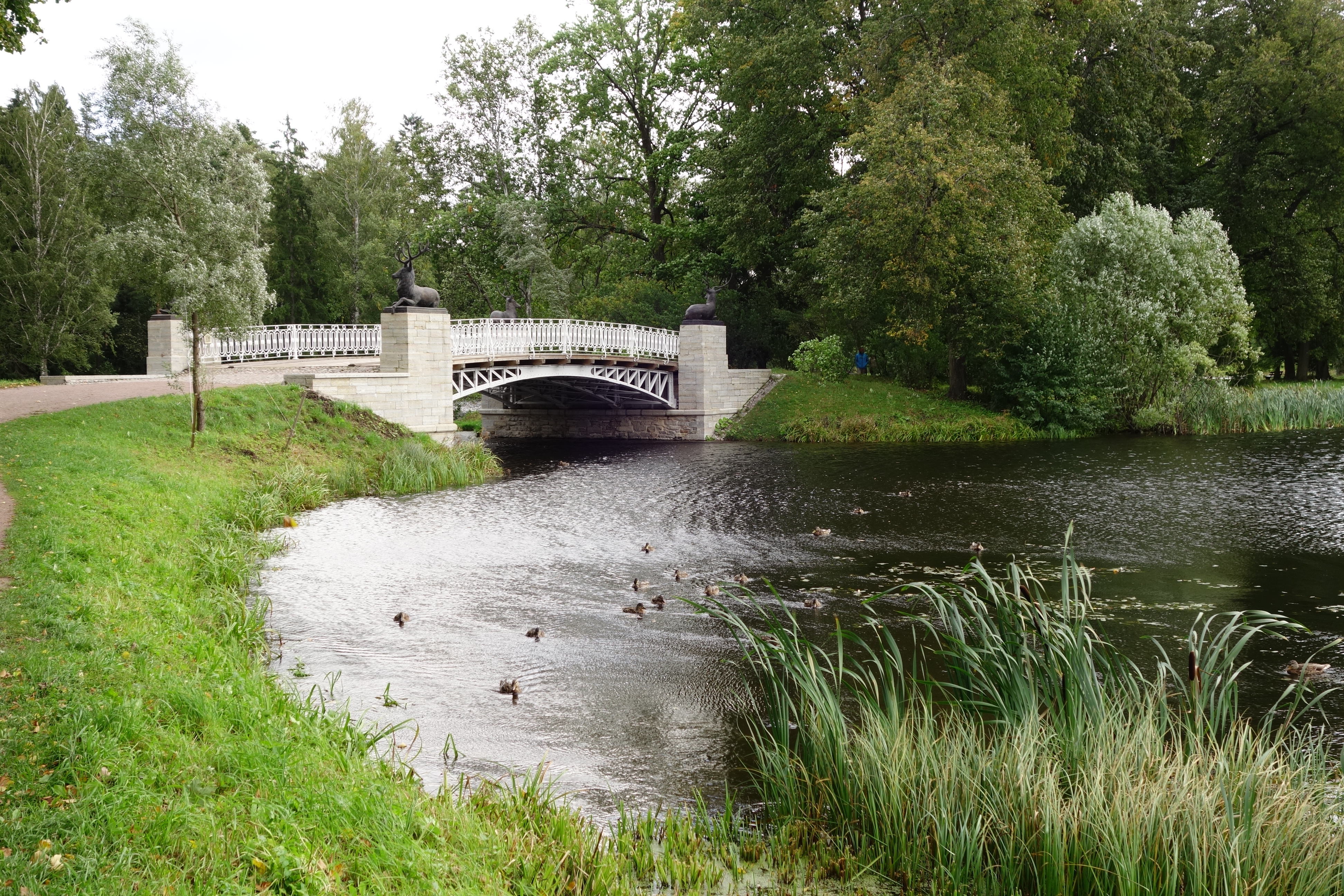
Олений мост в 2020 году

Олений мост — пешеходный металлический арочный мост через протоку от Центрального к Среднему Розовопавильонному пруду в Павловском парке на территории одноимённого государственного музея-заповедника. Сооружён во второй половине XIX века.
Является памятником архитектуры федерального значения.

## История
Розовопавильонные пруды в районе Парадного поля по проекту П. Гонзага появились в 1803 году. Их соединяла протока, через которую была переброшен деревянный мост, называвшийся Розовым. Позднее на его месте возвели трёхпролётный каменный мост. В 1879 году на месте каменного построен новый однопролётный металлический мост под руководством инженера А. Чикалева. Фермы моста были изготовлены на Санкт-Петербургском заводе Сан-Галли, а решётку на предприятии «Наследники Фосса». Он располагается на четырёх устоях из пудожского известняка, поверх которых были устроены прямоугольные каменные постаменты для скульптур. На них установлены фигуры двух пар лежачих оленей, отлитых в Берлине из цинка скульпторами Грейсом и Гафинером по моделям немецкого скульптора Кристина Рауха — пара молодых и пара зрелых животных.

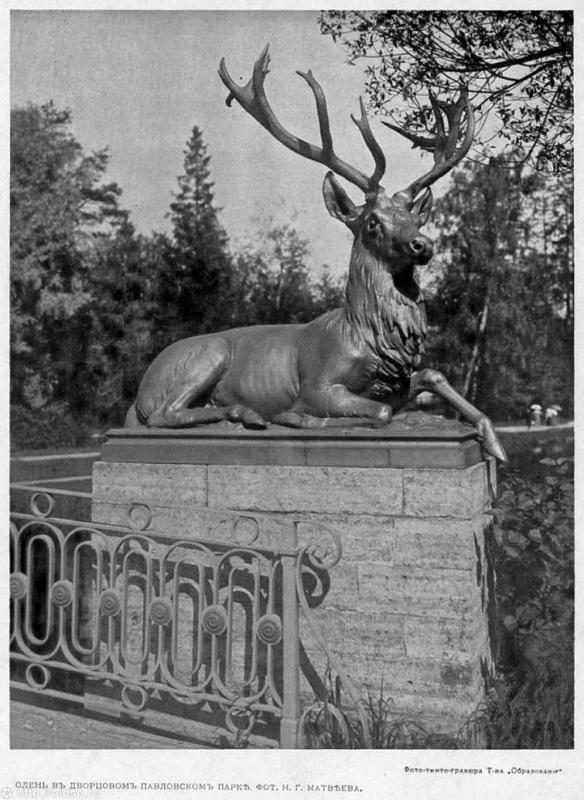
Оригинальная фигура оленя. 1900 год

Подобные скульптуры стали появляться стали в пейзажных парках Германии с начала XIX века. Первые бронзовые отливки с моделей Рауха были установлены при входе в парк Нойштрелица, где располагалась резиденция герцога Георга Мекленбург-Стрелицкого в 1826 году, в 1842 году — в парке Глинике в Потсдаме. В 1844 году литейная фирма Моритца Гейса разместила модели парных скульптур в печатном каталоге своих изделий, а в 1851 году — показала гипсовую модель на Всемирной выставке в Лондоне.
Фигуры оленей стали появляться в парках загородных великокняжеских резиденций — в Стрельне (1851), на Знаменской даче (1860-е), на Михайловской дачи (1860-е) и в Ораниенбауме. Для Павловского парка парные скульптуры купил великий князь Николай Константинович.
В 1920-е годы фигуры оленей были утрачены.
В 2017 году мост был реконструирован: заменены металлические конструкции, расчищена поверхность известняка, укреплена бутовая кладка, отреставрированы облицовочные блоки. Новые фигуры оленей установили в 2020 году, изготовленные на основе сохранившихся экземпляров из Стрельны, вывезенных Николаем Константиновичем в Ташкент в начале XX века. До современного времени в Узбекистане сохранилась лишь пара молодых оленей. Их копии, выполненные из бронзы узбекским скульптором Джасвантом Анназаровым, привезли в Россию. Другую пару оленей по заказу ГМЗ «Павловск» изготовила фирма «Гуар» в литейной мастерской Санкт-Петербурга. Модель выполнена по проекту скульптора Владислава Маначинского с учётом исторических фотографий и параметров оригинальных фигур, сохранившихся в Ташкенте.